# مركب عضوي

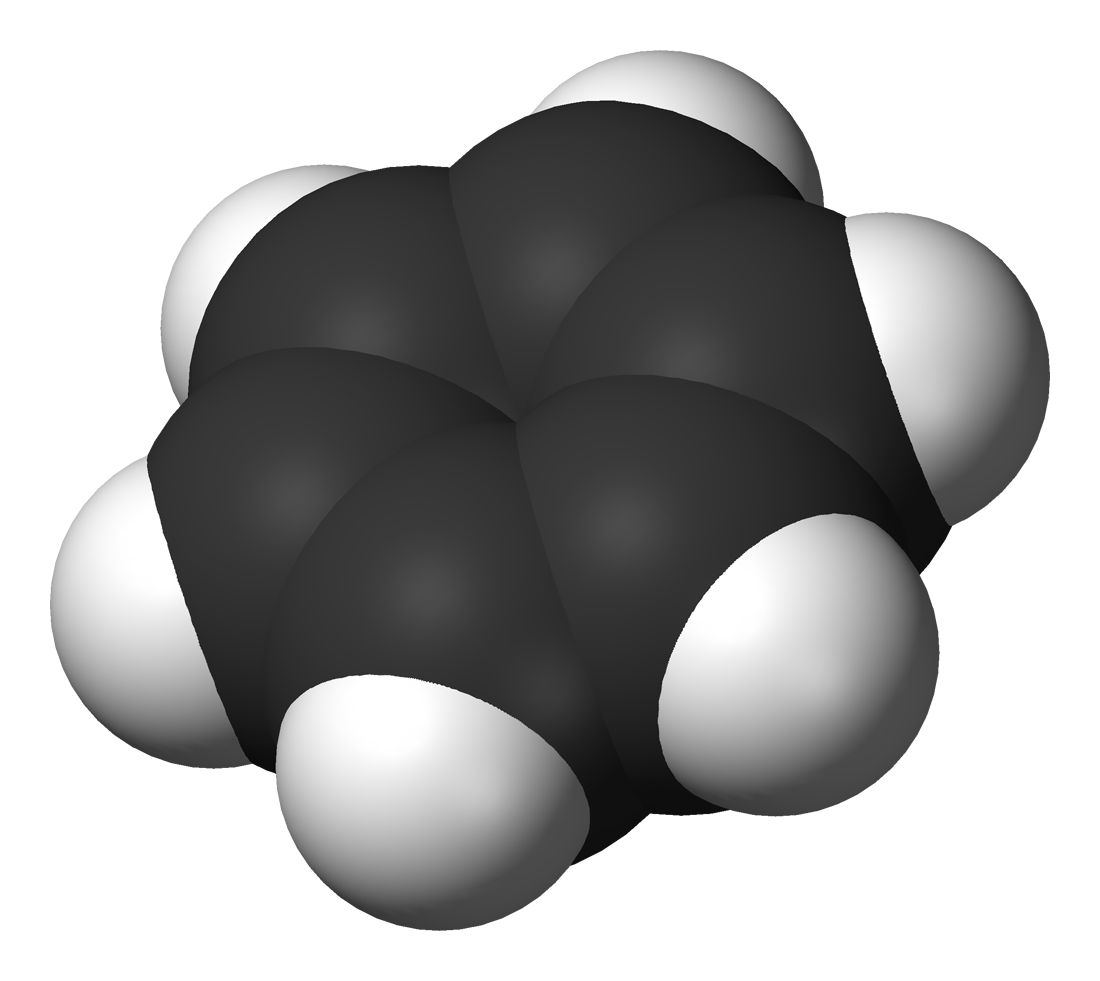

المركب العضوي هو أي مركب من المركبات الكيميائية التي تحتوي جزيئاتها على الكربون فيما عدا الكربيدات، الكربونات، ثنائي أكسيد الكربون، البيكربونات، السيانات. دراسة المركب العضوي تسمى الكيمياء العضوية. وعديد من هذه المركبات مثل البروتينات والليبيدات والكربوهيدرات
ذات أهمية كبيرة في علم الكيمياء الحيوية.
بعض تصنيفات المركبات العضوية تتضمن المركبات الأليفاتية، وهي سلاسل كربون يمكن أن تكون ذات تركيب معدل عن طريق المجموعات الفعالة، والهيدروكربونات الأروماتية، والتي تحتوى على واحدة أو أكثر من حلقات البنزين، مركب غير متجانس الحلقة والتي تتضمن وجود ذرات غير الكربون في تكوين الحلقات، البوليمرات وهي سلاسل طويلة من الوحدات المتكررة.
الخط الفاصل بين المركبات العضوية وغير العضوية هو اعتبارات تاريخية قديمة في العلوم، وبصفة عامة فإنه يمكن تعريف المركبات العضوية على أنها التي تحتوي على روابط كربون-هيدروجين، والمركبات غير العضوية هي المركبات التي لا تحتوى على مثل هذه الروابط. وعلى هذا فإن حمض الكربونيك غير عضوي، بينما حمض الفورميك عضوي، أي أن الحمض الدهني الأول عضوي، على الرغم من أنه يمكن أن يطلق عليه «حمض الكربونوس» كما أن شكله اللا مائي «أنهيدريد» أول أكسيد الكربون غير عضوي.
المصطلح «عضوي» هو اسم تاريخي، يرجع للقرن التاسع عشر، عندما كان يعتقد أن المركبات العضوية يمكن أن تصنع فقط في داخل الكائنات الحية خلال عمليات تحول الطاقة بها.
ومعظم المركبات العضوية النقية يتم تصنيعها، وبالرغم من ذلك يستخدم المصطلح «عضوي» للتعبير عنها، (شاهد اصطناع عضوي).
| العناصر المكونة للمادة | المجموعة العضوية                | المجموعة الوظيفية    |
| ---------------------- | ------------------------------- | -------------------- |
| C,H                    | الهيدروكربونات                  | C,H                  |
| C,H,X                  | مشتقات هالوجينية للهيدروكربونات | R-X , Ar-X           |
| C,H,O                  | كحولات، فينولات                 | R-OH , Ar-OH         |
| C,H,O                  | إيثرات                          | R-O-R , Ar-O-R       |
| C,H,O                  | الدهيدات                        | R-CHO , Ar-CHO       |
| C,H,O                  | كيتونات                         | R2Co , Ar-CO-R       |
| C,H,O                  | أحماض كربوكسيلية                | R-COOH ,Ar-COOH      |
| C,H,O                  | استرات                          | R-COOR ,Ar-COOR      |
| C,H,N                  | الأمينات                        | R-NH² ,Ar-NH²        |
| C,H,N,O                | الأميدات                        | R-CO-NH² , Ar-CO-NH² |

## الكيمياء العضوية

الميثان، CH _{4} ؛ هو من بين أبسط المركبات العضوية.

في الكيمياء، تعتبر المركبات العضوية عمومًا أي مركبات كيميائية تحتوي على روابط كربون - هيدروجين. نظرًا لقدرة الكربون على التكاثر (سلاسل مع ذرات كربون أخرى)، فإن ملايين المركبات العضوية معروفة. تشكل دراسة الخصائص والتفاعلات والتركيبات للمركبات العضوية النظام المعروف باسم الكيمياء العضوية. لأسباب تاريخية، لا تصنف فئات قليلة من المركبات المحتوية على الكربون (مثل أملاح أنيون الكربونات وأملاح السيانيد)، إلى جانب بعض الاستثناءات الأخرى (مثل ثاني أكسيد الكربون)، على أنها مركبات عضوية وتعتبر غير عضوية. بخلاف ما سمي للتو، يوجد إجماع ضئيل بين الكيميائيين حول تحديد المركبات المحتوية على الكربون المستبعدة، مما يجعل أي تعريف صارم للمركب العضوي بعيد المنال.
على الرغم من أن المركبات العضوية لا تشكل سوى نسبة صغيرة من قشرة الأرض، إلا أنها ذات أهمية مركزية لأن كل أشكال الحياة المعروفة تعتمد على المركبات العضوية. تدمج الكائنات الحية مركبات الكربون غير العضوية في المركبات العضوية من خلال شبكة من العمليات (دورة الكربون) التي تبدأ بتحويل ثاني أكسيد الكربون ومصدر الهيدروجين مثل الماء إلى سكريات بسيطة وجزيئات عضوية أخرى بواسطة الكائنات ذاتية التغذية باستخدام الضوء (التمثيل الضوئي) أو غيره مصدر الطاقة. تُشتق معظم المركبات العضوية المُنتَجة صناعياً في نهاية المطاف من البتروكيماويات التي تتكون أساسًا من الهيدروكربونات، والتي تتشكل هي نفسها من الضغط العالي وتدهور درجة الحرارة للمواد العضوية تحت الأرض على مدى فترات زمنية جيولوجية. على الرغم من هذا الاشتقاق النهائي، لم تعد تعرف المركبات العضوية على أنها مركبات نشأت في الكائنات الحية، كما كانت تعرف تاريخيًا.
في التسمية الكيميائية، تشير مجموعة الأورجانيل، التي تمثل بشكل متكرر بالحرف R، إلى أي بديل أحادي التكافؤ يكون التكافؤ المفتوح على ذرة كربون.

## تعاريف العضوية مقابل غير العضوية
لأسباب تاريخية بعض أنواع المركبات المحتوية على الكربون، مثل كربيد، الكربونات (باستثناء استرات كربونات)، بسيطة أكاسيد الكربون (على سبيل المثال، CO وCO 2)، والسيانيد تعتبر غير العضوية. يتم أيضًا استبعاد الأشكال المختلفة (المتآصلة) من الكربون النقي، مثل الماس، والجرافيت، والفوليرين، والأنابيب النانوية الكربونية  لأنها مواد بسيطة تتكون من عنصر واحد فقط، وبالتالي لا تعتبر عمومًا مركبات كيميائية.

## تاريخ

### حيوية
كانت الحيوية مفهومًا واسع الانتشار مفاده أن المواد الموجودة في الطبيعة العضوية تتكون من العناصر الكيميائية بفعل «قوة حيوية» أو «قوة حياة» (في مقابل الحيوية) تمتلكها الكائنات الحية فقط. علمت الحيوية أن هذه المركبات «العضوية» تختلف اختلافًا جوهريًا عن المركبات «غير العضوية» التي يمكن الحصول عليها من العناصر عن طريق التلاعب الكيميائي.
نجت الحيوية لفترة حتى بعد صياغة الأفكار الحديثة حول النظرية الذرية والعناصر الكيميائية. وطرح التعريف لأول مرة في عام 1824، عندما صنع فريدريش فولر حمض الأكساليك، وهو مركب معروف أنه يحدث فقط في الكائنات الحية، من السيانوجين. كانت التجربة الأخرى هي تخليق فولر لعام 1828 لليوريا من الأملاح غير العضوية وسيانات البوتاسيوم وكبريتات الأمونيوم. لطالما اعتبرت اليوريا مركبًا «عضويًا»، حيث كان معروفًا أنها تحدث فقط في بول الكائنات الحية. أعقب تجارب فولر العديد من التجارب الأخرى، حيث صنع وأنتج مواد «عضوية» معقدة بشكل متزايد من مواد «غير عضوية» دون تدخل أي كائن حي.

### التصنيف الحديث والغموض

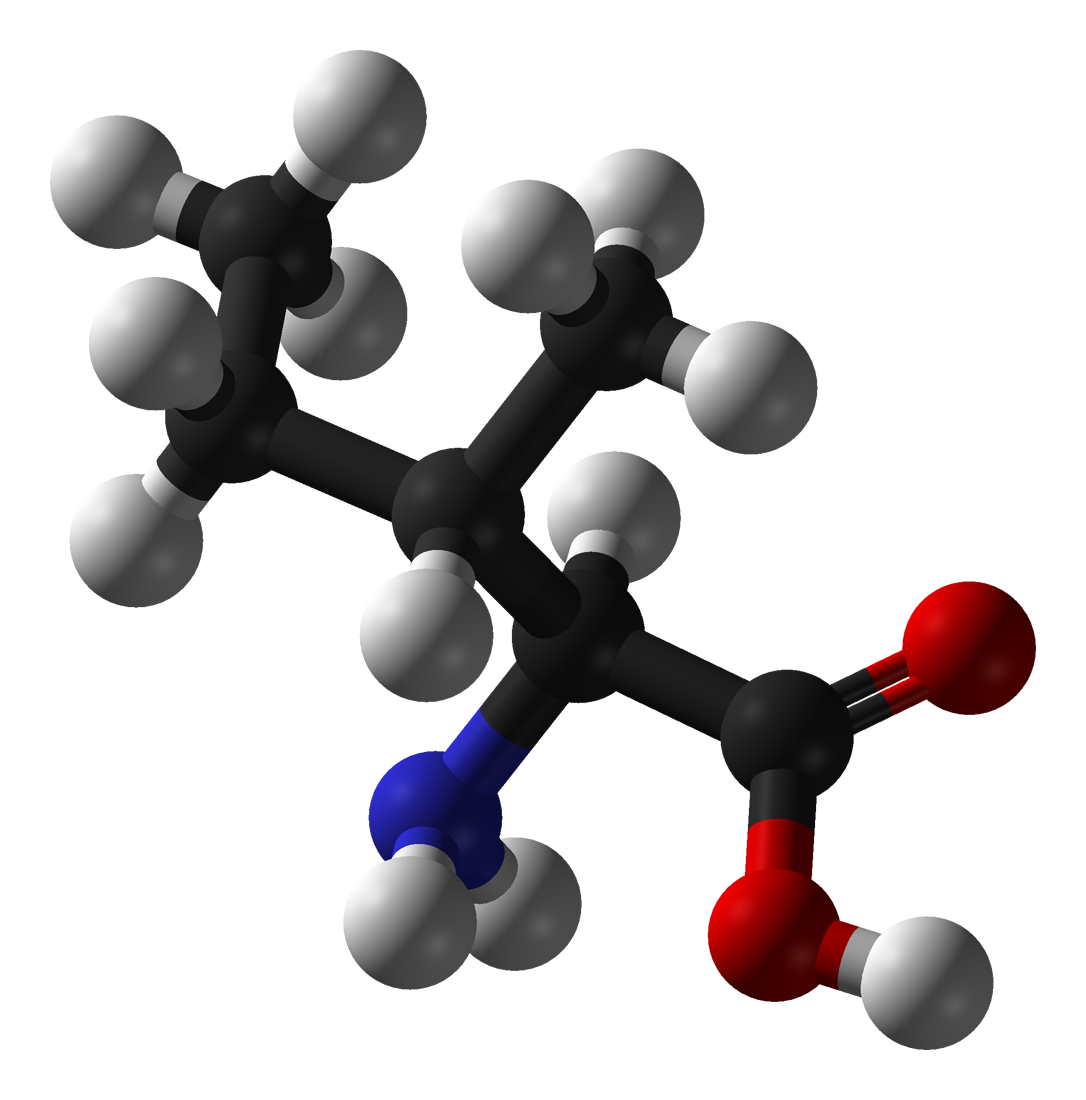
يُظهر جزيء L -isoleucine، C _{6} H _{13} NO _{2}، السمات النموذجية للمركبات العضوية. ذرات الكربون باللون الأسود، الهيدروجين الرمادي، الأكسجين الأحمر والأزرق النيتروجين.

على الرغم من أن النزعة الحيوية قد فقدت مصداقيتها، إلا أن التسميات العلمية تحافظ على التمييز بين المركبات العضوية وغير العضوية. المعنى الحديث للمركب العضوي هو أي مركب يحتوي على كمية كبيرة من الكربون - على الرغم من أن العديد من المركبات العضوية المعروفة اليوم لا علاقة لها بأي مادة موجودة في الكائنات الحية. تم اقتراح مصطلح كاربوجينيك بواسطة إلياس جيمس خوري كبديل حديث للعضوية، لكن هذا المصطلح الجديد يظل غامضًا نسبيًا.
يقدم جزيء المركب العضوي إيزوليوسين بعض السمات المميزة للمركبات العضوية: روابط الكربون-الكربون، روابط الكربون-الهيدروجين، وكذلك الروابط التساهمية من الكربون إلى الأكسجين والنيتروجين.
كما هو موضح بالتفصيل أدناه، فإن أي تعريف للمركب العضوي يستخدم معايير بسيطة قابلة للتطبيق على نطاق واسع يتبين أنه غير مرض، بدرجات متفاوتة. إن التعريف الحديث والمقبول عمومًا للمركب العضوي يرقى أساسًا إلى أي مركب يحتوي على الكربون، باستثناء عدة فئات من المواد التي تعتبر تقليديًا "غير عضوية". ومع ذلك، تختلف قائمة المواد المستبعدة من كاتب إلى آخر. ومع ذلك، من المتفق عليه عمومًا أن هناك (على الأقل) عدد قليل من المركبات المحتوية على الكربون والتي لا ينبغي اعتبارها عضوية. على سبيل المثال، تطلب جميع السلطات تقريبًا استبعاد السبائك التي تحتوي على الكربون، بما في ذلك الفولاذ (الذي يحتوي على سمنتيت، Fe 3 C)، بالإضافة إلى الكربيدات المعدنية وشبه المعدنية الأخرى (بما في ذلك الكربيدات "الأيونية"، على سبيل المثال، Al 4 C 3 وكربيد الكالسيوم 2 وكربيدات "التساهمية"، على سبيل المثال B 4 C وكذا، ومركبات إقحام الجرافيت، على سبيل المثال KC 8). المركبات وغيرها من المواد التي تعتبر "غير العضوية من قبل معظم السلطات وتشمل: معدن كربونات، وبسيطة أكاسيد (CO، CO 2، ويمكن القول، C 3 O 2)، والمتآصلة من الكربون، السيانيد المشتقات لا تحتوي على بقايا العضوية (على سبيل المثال، KCN، (CN) 2، BrCN، CNO -، وما إلى ذلك)، ونظائرها الأثقل (على سبيل المثال، CP - " أنيون سيافيد "، CSe 2، COS ؛ على الرغم من أن ثاني كبريتيد الكربون CS 2 يُصنف غالبًا كمذيب عضوي) . هاليدات الكربون دون الهيدروجين (على سبيل المثال، CF 4 و CClF 3)، الفوسجين (رمع الفتح المهبطي 2)، كربوران، كربونيلات معدنية (على سبيل المثال، كربونيل النيكل)، أنهيدريد الميليتيك (C 12 O 9)، والغريبة الأخرى أكاسيد الكربون تعتبر أيضا غير العضوية من قبل بعض السلطات.
غالبًا ما تكون كربونيل النيكل (Ni (CO) 4) والكربونيل المعدني الأخرى سوائل متطايرة، مثل العديد من المركبات العضوية، ومع ذلك فهي تحتوي فقط على الكربون المرتبط بمعدن انتقالي وإلى الأكسجين، وغالبًا ما يتم تحضيرها مباشرة من المعدن وأول أكسيد الكربون. يُصنف كربونيل النيكل عادةً على أنه مركب فلزي عضوي لأنه يفي بالتعريف الواسع بأن الكيمياء العضوية المعدنية تغطي جميع المركبات التي تحتوي على رابطة تساهمية واحدة على الأقل من الكربون إلى المعدن؛ ومع ذلك، فمن المثير للجدل ما إذا كانت المركبات العضوية المعدنية تشكل مجموعة فرعية من المركبات العضوية. على سبيل المثال، الدليل على الترابط التساهمي Fe-C في السمنتيت،  مكون رئيسي من الفولاذ، يضعه ضمن هذا التعريف الواسع للمعادن العضوية، ومع ذلك نادرًا ما يُنظر إلى الفولاذ والسبائك المحتوية على الكربون على أنها مركبات عضوية. وبالتالي، من غير الواضح ما إذا كان يجب تضييق تعريف الفلزية العضوية، سواء كانت هذه الاعتبارات تشير إلى أن المركبات العضوية المعدنية ليست بالضرورة عضوية، أو كليهما.
لا تعتبر المجمعات المعدنية ذات الروابط العضوية ولكن بدون روابط كربون-فلز (على سبيل المثال، Cu (OAc) 2) فلزية عضوية؛ بدلا من ذلك تصنف على أنها معادن عضوية . وبالمثل، من غير الواضح أيضًا ما إذا كان يجب اعتبار المركبات المعدنية العضوية عضوية.
التعريف الضيق نسبيًا للمركبات العضوية كتلك التي تحتوي على روابط CH يستبعد المركبات التي تعتبر (تاريخيًا وعمليًا) عضوية. لا اليوريا ولا حمض الأكساليك عضويان بهذا التعريف، ومع ذلك فقد كانا مركبين رئيسيين في الجدل الحيوي. يذكر الكتاب الأزرق (IUPAC) عن التسميات العضوية على وجه التحديد اليوريا  وحمض الأكساليك. مركبات أخرى تفتقر السندات CH لكن تعتبر تقليديا العضوية وتشمل بنزينهكسول، حمض الميزوكساليك، ورابع كلوريد الكربون. يعتبر حمض الميليتيك، الذي لا يحتوي على روابط CH، مادة عضوية محتملة في تربة المريخ. أرضيًا، يرتبط مع أنهيدريد أنهيدريد ميليت مع الساتل المعدني (Al 2 C 6 (COO) 6 · 16H 2 O).
يتضمن التعريف الأوسع قليلاً للمركب العضوي جميع المركبات التي تحمل روابط CH أو CC. هذا لا يزال يستبعد اليوريا. علاوة على ذلك، لا يزال هذا التعريف يؤدي إلى تقسيمات عشوائية إلى حد ما في مجموعات من مركبات الهالوجين الكربوني. على سبيل المثال، يعتبر CF 4 وCCl 4 بموجب هذه القاعدة «غير عضوي»، في حين أن CF 3 H وCHCl 3 وC 2 Cl 6 ستكون عضوية، على الرغم من أن هذه المركبات تشترك في العديد من الخصائص الفيزيائية والكيميائية.

## تصنيف
يمكن تصنيف المركبات العضوية بعدة طرق. أحد الاختلافات الرئيسية بين المركبات الطبيعية والاصطناعية. يمكن أيضًا تصنيف المركبات العضوية أو تقسيمها إلى أجزاء من خلال وجود ذرات غير متجانسة، على سبيل المثال، المركبات العضوية المعدنية، التي تتميز بالروابط بين الكربون والمعدن، ومركبات الفوسفور العضوي، والتي تتميز بالروابط بين الكربون والفوسفور.
هناك تمييز آخر، يعتمد على حجم المركبات العضوية، ويميز بين الجزيئات الصغيرة والبوليمرات.

### مركبات طبيعية
تشير المركبات الطبيعية إلى تلك التي تنتجها النباتات أو الحيوانات. لا يزال يستخرج الكثير منها من مصادر طبيعية لأن إنتاجها صناعياً مكلف جداً. تشمل الأمثلة معظم السكريات، وبعض القلويات والتربينويدات، وبعض العناصر الغذائية مثل فيتامين ب 12، وبشكل عام، تلك المنتجات الطبيعية ذات الجزيئات الكبيرة أو المعقدة ذات القياس الفراغي الموجودة بتركيزات معقولة في الكائنات الحية.
المركبات الأخرى ذات الأهمية القصوى في الكيمياء الحيوية هي المستضدات والكربوهيدرات والإنزيمات والهرمونات والدهون والأحماض الدهنية والناقلات العصبية والأحماض النووية والبروتينات والببتيدات والأحماض الأمينية والليكتين والفيتامينات والدهون والزيوت.

### مركبات اصطناعية
تُعرف المركبات التي تحضر عن طريق تفاعل مركبات أخرى باسم «التركيبية». قد تكون إما مركبات موجودة بالفعل في النباتات أو الحيوانات أو تلك التي لا تحدث بشكل طبيعي.
معظم البوليمرات (الفئة التي تشمل جميع المواد البلاستيكية والمطاط) هي مركبات عضوية تركيبية أو شبه اصطناعية.

### التكنولوجيا الحيوية
تصنع العديد من المركبات العضوية - مثالان منها الإيثانول والأنسولين - صناعيًا باستخدام كائنات حية مثل البكتيريا والخميرة. عادة، يتم تغيير الحمض النووي للكائن الحي للتعبير عن المركبات التي لا ينتجها عادة الكائن الحي. لم يكن العديد من هذه المركبات المهندسة بالتكنولوجيا الحيوية موجودًا من قبل في الطبيعة.

## قواعد بيانات
- قاعدة بيانات (CAS) هي المستودع الأكثر شمولاً للبيانات المتعلقة بالمركبات العضوية، بحيث يقدم أداة بحث دائرة المستخلصات الكيميائية (بالإنجليزية: SciFinder).
- تحتوي قاعدة بيانات بايلشتاين على معلومات حول 9.8 مليون مادة، وتغطي المؤلفات العلمية من 1771 حتى الوقت الحاضر، ويمكن الوصول إليها اليوم عبر ريكسيس. تتوفر الهياكل والتنوع الكبير في الخصائص الفيزيائية والكيميائية لكل مادة، مع الإشارة إلى الأدبيات الأصلية.
- يحتوي بوب كيم على 18.4 مليون مدخل على المركبات ويغطي بشكل خاص مجال الكيمياء الطبية.

يوجد عدد كبير من قواعد البيانات الأكثر تخصصًا لفروع متنوعة من الكيمياء العضوية.

## تحديد بنية كيميائية
والأدوات الرئيسية هي مطيافية الرنين المغناطيسي النووي بالبروتون والكربون 13، والتحليل الطيفي للأشعة تحت الحمراء، وقياس الطيف الكتلي، والتحليل الطيفي للأشعة المرئية / فوق البنفسجية، وتصوير البلورات بالأشعة السينية.

## روابط خارجية
- قاعدة بيانات المركبات العضوية.